# メルセデス・ベンツ・EQC
メルセデス・ベンツ・EQC（Mercedes-Benz EQC）は、ドイツの自動車メーカーであるメルセデス・ベンツ・グループがメルセデス・ベンツのEQブランドで展開していた、Dセグメントの電気自動車である。

## コンセプトカー（ジェネレーションEQ）

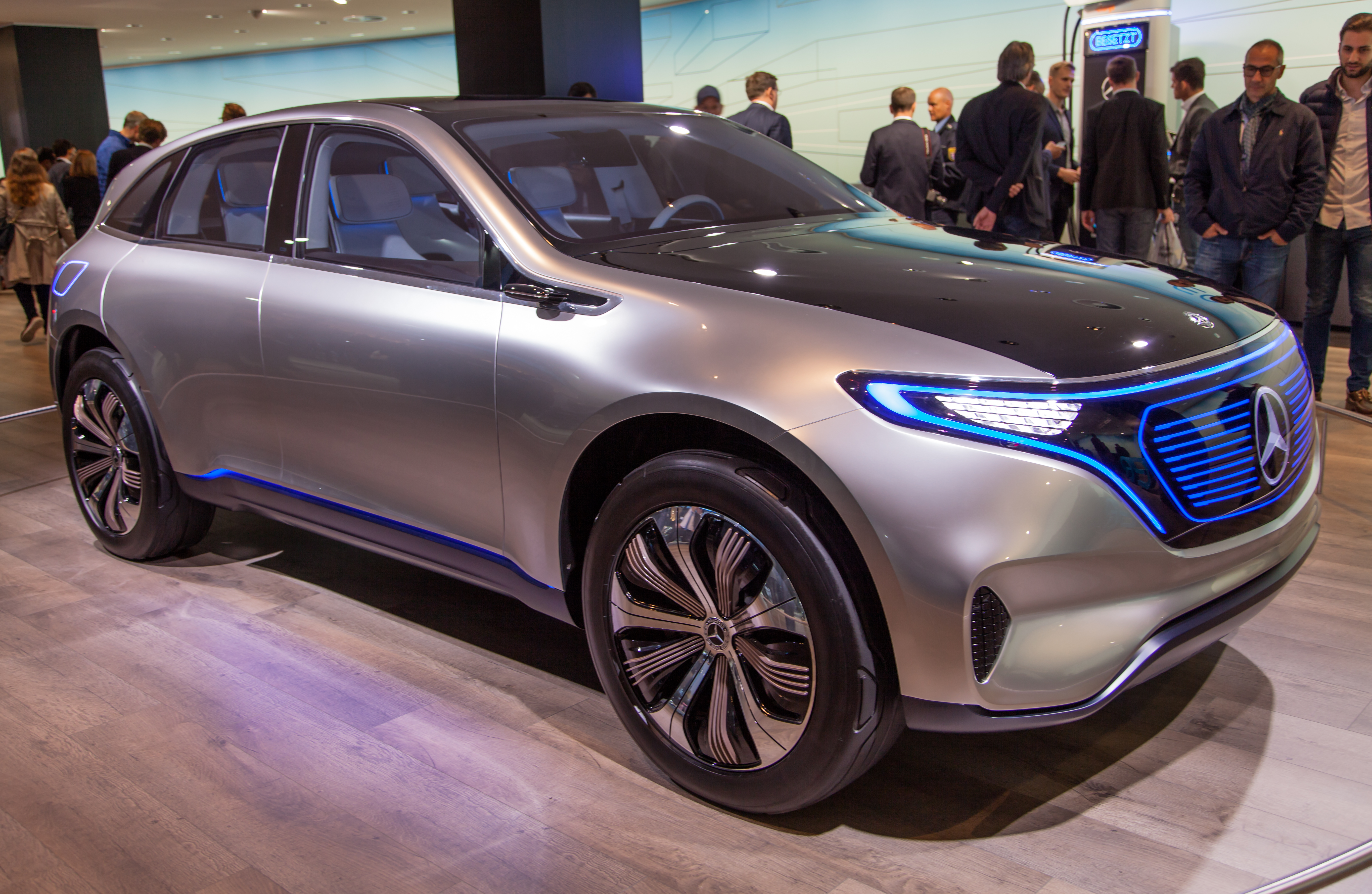
ジェネレーションEQ

2016年9月30日、パリモーターショー2016にて、CASEという中期戦略のもと「ジェネレーションEQ」が発表された。モーターは300kw、航続距離は最長500kmである。

## 初代（N293、2018年 - 2024年）
2018年9月4日、メルセデス・ベンツ初の電気自動車として、登場した。GLC（X253）をベースとしている。
フロントグリルを兼ねる、大型ブラックパネルの上端には、 左右のマルチビームLEDヘッドライトを繋ぐ、デイタイムドライビングライト光ファイバーのチューブが装備される。これは、「EQ」モデル独特のデザインとして、後発モデルにも順次採用された。テールランプは、左右のリアフェンダーから、テールゲートまで繋がったデザインとなっている。 
インテリアは、Aクラス（W177）等と同様に、一枚のガラスカバーで融合された、2つの10.25インチ大型ディスプレイを配置した。ローズゴールドのエアアウトレットは、キーをかたどった、EQ専用デザインが採用されている。また、シートやインストゥルメントパネルのステッチにも、アクセントとしてローズゴールドを用いた。 加えて、EQ専用プログラムを備えた、テレマティクスサービス「Mercedes me connect」や、運転支援システム「レーダーセーフティパッケージ」も搭載されている。
モーターは、前後に2個搭載され、合計で最大出力402hp、最大トルク76.5kgmを発生する。バッテリーは、リチウムイオン電池が搭載され、蓄電容量は80kWh。航続距離は、450km以上となる。6.0kWまでの交流普通充電と、50kWまでの直流急速充電（CHAdeMO規格）に対応している。低中負荷領域では、効率を高めるため、フロントのモーターのみで走行する。走行状況に応じて、リアのモーターを稼働し、その前後のトルクを可変的に調整する。また、前後両方のモーターを、オルタネーターとして使用することで、 回生ブレーキによる減速効果を最大限に高めている。
リチウムイオンバッテリーは、ドイツ・ザクセン州カメンツにある、ダイムラー社の100%子会社「ドイチェ・アキュモーティブ社」によって生産される。リアアクスルと、フロントの駆動モジュールの生産は、パワートレイン生産を行うハンブルク工場が担う。車両組み立ては、ブレーメン工場で生産される。
新車一般保証は、3年間・走行距離無制限の「メルセデス・ケア」ではなく、5年間・10万kmまでの「EQ ケア」が適用される。さらに、高電圧バッテリーは、8年または16万km以内で、サービス工場の診断機により、高電圧バッテリー残容量が70%に満たないと診断された場合、無償交換となる保証を付帯している。充電サービス「Mercedes me Charge」では、納車後にサービス登録を行ってから1年間、月会費及び充電にかかる費用が無料となる。
2023年、一代限りで生産を終了。直接的な後継車は、存在しない。

### 日本での販売
2019年7月4日、発表された。グレードは、カタログモデルの「EQC 400 4MATIC」と、発売記念の特別仕様車「EQC Edition 1886」が設定された。「EQC Edition 1886」は、専用のブラックルーバーのラジエターグリル、 サイドエンブレム、20インチ10スポークアルミホイールに加え、インディゴブルーのレザーARTICO（人工皮革）と、DINAMICAを組み合わせた特別なシートを装備する。また、センターコンソール中央部に位置する、カップホルダーのフラップには “1886”を示すバッジが装着されるとともに、シルバー基調のマトリックスインテリアトリムも装備される。 納車時期は、「EQC Edition 1886」は、同年10月以降、「EQC 400 4MATIC」は、2020年春以降となる。「EQC Edition 1886」は55台限定で、同年7月18日から「メルセデス・ベンツ オンラインストア」にて、先着順のWeb商談予約が開始された。
2021年4月20日、「EQC 400 4MATIC」を一部仕様変更（納車は同年6月頃）。装備内容が見直され、これまで標準装備されていた、クライメートコントロール（前席左右・後席調整機能）と、エナジャイジングパッケージを「レザーエクスクルーシブパッケージ」に、ステンレスランニングボード、プライバシーガラス、ヘッドアップディスプレイを「AMGライン」に、それぞれオプション装備として追加したほか、スライディングルーフを単独のオプションとしたことで、車両本体価格が、従来比で185万円も大幅に引き下げられた。
2022年1月28日、「EQC 400 4MATIC」を一部仕様変更。直流急速充電（CHAdeMO規格）の規格が、従来の50kWから110kWに引き上げられた。外装色は、ダイヤモンドホワイトと、ブリリアントブルーを廃止し、代わりとして、オパリスホワイトと、スペクトラルブルーの2色を追加設定した。さらに、半導体不足の影響を受け、Burmesterサラウンドサウンドシステムの設定が廃止された。
2024年8月、上記の生産終了に伴い、日本市場においても、販売を終了した。公式HPからも、車両ページが削除された。